# Тролза-6206 «Мегаполис»
Тролза-6206.0* «Мегаполис» — российский сочленённый низкопольный троллейбус особо большой вместимости для внутригородских пассажирских перевозок, производившийся с 2007 по 2010 год на ЗАО «Тролза» в городе Энгельсе Саратовской области.

## Техническое описание

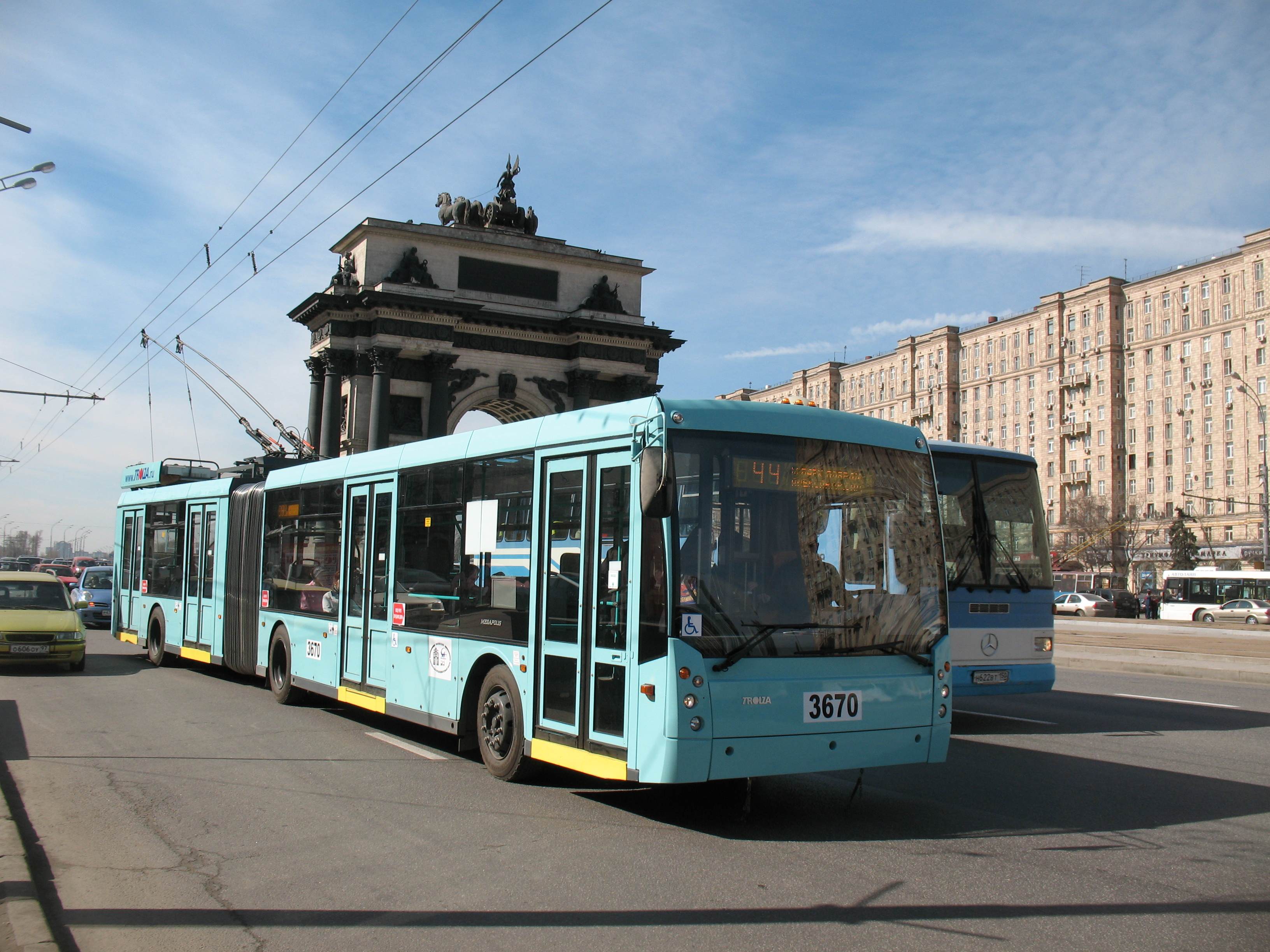
Опытный экземпляр Тролза-6206.00

Первый полностью низкопольный сочлененный троллейбус, разработанный заводом в Энгельсе на основе модели Тролза-5265, стал вторым в России после запуска в серийное производство другой модели троллейбуса — ВМЗ-62151 «Премьер». Кузов трёхосный, с четырьмя дверями для входа-выхода пассажиров. Наружная обшивка крыши выполнена из оцинкованного цельнотянутого стального листа. Овалы крыши, обшивка бортов, передка и задка выполнена стеклопластиковыми панелями. Пол низкий по всей длине салона, ступенек нет. Напротив средней двери имеется накопительная площадка для стоящих пассажиров, на которой также возможно размещение инвалидной или детской коляски. Троллейбусы выпускаются с транзисторной системой управления и асинхронным тяговым двигателем. В комплектации с РКСУ не выпускались.

## История
Первый экземпляр был выпущен в начале 2007 года и поступил в Москву, в Филёвский автобусно-троллейбусный парк, где получил номер 3670. В марте он был представлен на выставке «ДорКомЭкспо-2007» в выставочном центре «Крокус-Экспо», а с 20-х чисел марта начал работать на маршруте № 44.
С августа того же года начались поставки троллейбусов этой модели в 1-й, 6-й, 7-й троллейбусные парки и в Филёвский автобусно-троллейбусный парк, а впоследствии — и во 2-й троллейбусный парк, причём как на основную площадку, так и в Новокосино. За исключением 3670, все они покрашены почти полностью в белый цвет (кроме фальшбортов, окрашенных в синий). Большинство Тролза-6206 работали на маршрутах № 17, 34, 41, 43, 63, 64, 70, 73 и 76; также троллейбусы этой модели выходили на маршруты № 19, 32, 57, 59, 71, 77. В дальнейшем, в связи с сокращением троллейбусной сети и переводом части маршрутов на автобусы, троллейбусы Тролза-6206 стали курсировать на окраинах Москвы.
В январе 2013 года два троллейбуса ТролЗа-6206, предназначавшиеся для Москвы, были выкуплены СПб ГУП «Горэлектротранс» и поступили в троллейбусный парк № 1 (бывш. № 4). Работают на маршрутах № 20, 35, 37, 39 и 5
В июле 2009 года производство троллейбуса ТролЗа-6206.00 завершено. В ходе эксплуатации производитель выявил недостаток прочности узла сочленения, в результате чего появился троллейбус модификации ТролЗа-6206.01. Серийное производство модификации ТролЗа-6206.01 завершилось в декабре 2010 года. Возобновление производства не планируется в связи с отсутствием заказов.

## Модификации
- ТролЗа-6206.00

Базовая модификация ТролЗа-6206.00 находилась в серийном производстве с января 2007 по июль 2009 года. Автономный ход отсутствует. В салоне установлено 30 сидячих мест (в модификации под АСКП — 28 мест), по желанию заказчика предусмотрена установка дополнительного места для кондуктора. Все 44 троллейбуса данной модификации поставлены с завода в Москву. В июле 2018 года один экземпляр передан в Иваново на безвозмездной основе.
- ТролЗа-6206.01

Выпускался с апреля по декабрь 2010 года. Пересертифицированный вариант модификации ТролЗа-6206.00, принципиальным отличием от которого стало устранение конструкционных недостатков узла сочленения, позволившие усилить его прочность и надежность. Автономный ход отсутствует. Характеристики салона аналогичны предыдущей модели. В период с 2010 по 2013 год завершена поставка всех 13 троллейбусов для Москвы и двух в Санкт-Петербург.

## Случаи в эксплуатации «ТролЗа-6206»
В процессе эксплуатации сгорел один троллейбус: в феврале 2008 года (на территории парка) — 6619 (проработав с пассажирами всего около недели). После череды перенумерований этот номер достался другому троллейбусу той же модели.
Утром 28 января 2016 года на Мичуринском проспекте произошёл разрыв узла сочленения троллейбуса с бортовым № 3672 (ТролЗа-6206.00).

## Эксплуатирующие города
| Страна | Город           | Эксплуатирующая организация               | Модификация                    | Количество                             |
| Россия | Дзержинск       | Дзержинский троллейбус                    | ТролЗа-6206.00                 | 8 единиц (работает 1)                  |
| Россия | Иваново         | МУП "ИПТ"                                 | ТролЗа-6206.00                 | 1 единица (списана)                    |
| Россия | Ижевск          | Ижевский троллейбус                       | ТролЗа-6206.00, ТролЗа-6206.01 | 3 единицы (скоро выпустят на линию)    |
| Россия | Москва          | ГУП «Мосгортранс»                         | ТролЗа-6206.00, ТролЗа-6206.01 | 2 единицы (отстранены от эксплуатации) |
| Россия | Нижний Новгород | Нижегородский троллейбус                  | ТролЗа-6206.00                 | 2 единицы (списаны)                    |
| Россия | Орёл            | МУП "Трамвайно-троллейбусное предприятие" | ТролЗа-6206.00, ТролЗа-6206.01 | 8 единиц (списаны)                     |
| Россия | Ростов-на-Дону  | МУП "РТК"                                 | ТролЗа-6206-00, ТролЗа-6206.01 | 5 единиц (списаны)                     |
| Россия | Рязань          | МУП "УРТ"                                 | ТролЗа-6206.00, ТролЗа-6206.01 | 8 единиц (списаны)                     |
| Россия | Санкт-Петербург | ГУП «Горэлектротранс»                     | ТролЗа-6206.01                 | 2 единицы                              |